# Aéroport de Gunsan
L'aéroport de Gunsan (coréen : 군산공항, 群山空港) (code IATA : KUV • code OACI : RKJK) est un aéroport desservant Gunsan, une ville dans le nord de la province du Jeolla du Nord, en Corée du Sud. En 2011, 172 327 passagers ont utilisé l'aéroport. Il partage la piste avec Kunsan Air Base, qui utilise également le même code AITA et OACI.

## Situation
L'aéroport se trouve à une altitude de 8,8 m au-dessus du niveau de la mer.
| \| 50 km1:8 448 000 \| Cheongju Daegu Busan · Gimhae Séoul · Gimpo Gunsan Gwangju Séoul · Incheon Jeju Muan Pohang Sachéon Ulsan Wonju Yangyang Yeosu |
| 50 km1:8 448 000 |

## Installations
Il a une piste désignée 18/36 avec un béton de la surface.

## Statistiques
Pour des raisons techniques, il est temporairement impossible d'afficher le graphique qui aurait dû être présenté ici.

Voir la requête brute et les sources sur Wikidata.

## Compagnies aériennes et destinations
| Compagnies | Destinations |
| ---------- | ------------ |
| Eastar Jet | Jeju         |
| Korean Air | Jeju         |